# Collegiata di San Biagio (Amantea)
La collegiata di San Biagio (di San Biase in dialetto amanteano), meglio conosciuta come duomo o chiesa matrice, è il principale luogo di culto cattolico della città di Amantea, in provincia di Cosenza, nell'arcidiocesi di Cosenza-Bisignano.
La chiesa, situata nella località denominata "Pantalia", sorge nel sito occupato anticamente dalla chiesa di rito greco di San Pantaleo. Dopo la conquista normanna della Calabria e la progressiva latinizzazione degli antichi territori bizantini, la chiesa di San Pantaleo venne ridotta al grado di cappella e dedicata ai santi Pietro e Paolo.
Nel corso del XII secolo poi fu costruita, in prossimità del luogo dell'attuale chiesa matrice, una chiesa parrocchiale di rito latino dedicata a san Biagio, che si avviò a divenire il luogo di culto più importante della città: nel 1609 infatti il parroco di San Biagio ottenne il titolo di arciprete. Probabilmente dopo il terremoto del 1638 la chiesa subì gravi danni strutturali che ne comportarono l'abbandono e la distruzione.
Nel 1677 monsignor Giovan Battista Di Lauro, membro di una potente famiglia amanteana, ampliò la vecchia cappella dei Santi Pietro e Paolo, dedicandola alla Madonna del Suffragio, volgarmente denominata dal popolo dei Morti o delle Anime del purgatorio. Vista l'inadeguatezza dell'antica parrocchiale di San Biagio, il vescovo di Tropea monsignor Luigi Morales ordinò che il titolo dell'arcipretura di San Biagio venisse portato nella nuova cappella della Madonna del Suffragio, che in seguito ad ulteriori lavori di sistemazione assunse l'attuale aspetto della chiesa matrice.
Sulla controfacciata si legge una lapide fatta apporre da monsignor Di Lauro quando consacrò la chiesa: